# Norsk Ukeblad
Norsk Ukeblad är en norsk veckotidning som startades av Ernst G. Mortensen 1933. Norsk Ukeblad räknas till de traditionella familjetidningarna med reportage om mat, hus, mode och hälsa, speciellt riktat mot vuxna kvinnor. Tidningen var Norges största veckotidning fram till 1970-talet. 2006 hade den en upplaga på 126 382 exemplar per vecka. Samma år hade den 70 % kvinnliga läsare och 66 400 abonnenter. Utgivare är Hjemmet Mortensen AS i Oslo. Ansvarig utgivare är Maj-Lis Stordal.